# Premyer Liqası 2024-2025
La Premyer Liqasi 2024-2025 è stata la 33ª edizione della massima serie del campionato azero di calcio, con inizio il 2 agosto 2024 e termine il 25 maggio 2025.
Il Qarabağ, la squadra campione in carica, si è riconfermato, vincendo il dodicesimo titolo della sua storia, il quarto consecutivo.

## Stagione

### Novità
Dalla stagione precedente è stato retrocesso il Qəbələ, ultimo classificato. Al suo posto, dalla Birinci Divizionu è stato promosso lo Şamaxı, primo classificato.

### Formula
Le 10 squadre partecipanti si affrontano in un girone all'italiana con due partite di andata e due di ritorno, per un totale di 36 giornate. La squadra prima classificata è dichiarata campione di Azerbaigian ed è ammessa alla UEFA Champions League 2025-2026, mentre seconda e terza classificata sono qualificate per la UEFA Conference League 2025-2026. La squadra vincente della Coppa d'Azerbaigian ottiene la qualificazione per la UEFA Europa League 2025-2026; se dovesse vincere anche il campionato, sarà la seconda classificata ad andare in Europa League, mentre terza e quarta ottengono la qualificazione per la Conference League.
L'ultima classificata retrocede direttamente in Birinci Divizionu.

## Squadre partecipanti
| Club        | Città    | Stadio                | Stagione precedente       |
| ----------- | -------- | --------------------- | ------------------------- |
| Araz        | Naxçıvan | Dalga Arena (Baku)    | 8° in Premyer Liqasi      |
| Kəpəz       | Gəncə    | Comunale di Gəncə     | 9° in Premyer Liqasi      |
| Neftçi Baku | Baku     | Bakcell Arena         | 5° in Premyer Liqasi      |
| Qarabağ     | Ağdam    | Azərsun Arena (Baku)  | Campione dell'Azerbaigian |
| Sabah       | Baku     | Alinja Arena          | 3° in Premyer Liqasi      |
| Şamaxı      | Şamaxı   | Shamakhi City Stadium | 1° in Birinci Divizionu   |
| Səbail      | Baku     | Bayil Arena           | 7° in Premyer Liqasi      |
| Sumqayıt    | Sumqayıt | Kapital Bank Arena    | 4° in Premyer Liqasi      |
| Turan Tovuz | Tovuz    | Comunale di Tovuz     | 6° in Premyer Liqasi      |
| Zirə        | Baku     | Olimpico Zirə         | 2° in Premyer Liqasi      |

## Allenatori e primatisti
| Squadra     | Allenatore                                            | Calciatore più presente | Cannoniere |
| ----------- | ----------------------------------------------------- | ----------------------- | ---------- |
| Araz        | Elmar Baxşiyev                                        |                         |            |
| Kəpəz       | Azer Baghirov                                         |                         |            |
| Neftçi Baku | Roman Hryhorčuk (1ª-9ª) Samir Abbasov (10ª-)          |                         |            |
| Qarabağ     | Qurban Qurbanov                                       |                         |            |
| Sabah       | Krunoslav Rendulić (1ª-14ª) Vasilij Berezuckij (15ª-) |                         |            |
| Şamaxı      | Ayxan Abbasov                                         |                         |            |
| Səbail      | Cavid Hüseynov                                        |                         |            |
| Sumqayıt    | Samir Abbasov (1ª-9ª) Vaqif Cavadov (10ª-)            |                         |            |
| Turan Tovuz | Gurban Berdiýew                                       |                         |            |
| Zirə        | Rəşad Fərhad Sadıqov                                  |                         |            |

## Classifica
|                        | Pos. | Squadra     | Pt | G  | V  | N  | P  | GF | GS | DR  |
| ---------------------- | ---- | ----------- | -- | -- | -- | -- | -- | -- | -- | --- |
| Azerbaigian (bandiera) | 1.   | Qarabağ     | 89 | 36 | 28 | 5  | 3  | 86 | 19 | 67  |
|                        | 2.   | Zirə        | 74 | 36 | 23 | 5  | 8  | 59 | 27 | 32  |
|                        | 3.   | Araz        | 58 | 36 | 15 | 13 | 8  | 34 | 29 | 5   |
|                        | 4.   | Turan Tovuz | 55 | 36 | 14 | 13 | 9  | 45 | 39 | 6   |
|                        | 5.   | Sabah       | 48 | 36 | 10 | 18 | 8  | 49 | 46 | 4   |
|                        | 6.   | Neftçi Baku | 43 | 36 | 10 | 13 | 13 | 39 | 49 | -10 |
|                        | 7.   | Şamaxı      | 36 | 36 | 9  | 9  | 18 | 32 | 46 | -14 |
|                        | 8.   | Sumqayıt    | 33 | 36 | 9  | 6  | 21 | 31 | 53 | -22 |
|                        | 9.   | Kəpəz       | 32 | 36 | 8  | 8  | 20 | 28 | 65 | -37 |
|                        | 10.  | Səbail      | 22 | 36 | 4  | 10 | 22 | 28 | 59 | -31 |

Legenda:
      Campione d'Azerbaigian e ammessa alla UEFA Champions League 2025-2026
      Ammessa alla UEFA Europa League 2025-2026
      Ammessa alla UEFA Conference League 2025-2026
      Retrocessa in Birinci Divizionu 2025-2026
Note:
Tre punti per la vittoria, uno per il pareggio, zero per la sconfitta.
La classifica viene stilata secondo i seguenti criteri:
- Punti conquistati
- Punti conquistati negli scontri diretti
- Differenza reti negli scontri diretti
- Reti realizzate negli scontri diretti
- Reti realizzate in trasferta negli scontri diretti (solo tra due squadre)
- Differenza reti generale
- Reti totali realizzate

### Individuali

#### Classifica marcatori
| Gol |  |  | Giocatore           | Squadra     |
| --- |  |  | ------------------- | ----------- |
| 14  |  |  | Leandro Andrade     | Qarabağ     |
| 12  |  |  | Salifou Soumah      | Zirə        |
| 11  |  |  | Davit Volk'ovi      | Zirə        |
| 11  |  |  | Jesse Sekidika      | Sabah       |
| 10  |  |  | Felipe Santos       | Araz        |
| 9   |  |  | Joy-Lance Mickels   | Sabah       |
| 9   |  |  | Nariman Akhundzade  | Qarabağ     |
| 9   |  |  | Raphael Alemão      | Zirə        |
| 9   |  |  | Pavol Šafranko      | Sabah       |
| 8   |  |  | Filip Ozobić        | Neftçi      |
| 8   |  |  | Brahim Konaté       | Şamaxı      |
| 8   |  |  | Oleksij Kaščuk      | Qarabağ     |
| 7   |  |  | Yassine Benzia      | Qarabağ     |
| 7   |  |  | Giorgi Papunashvili | Zirə        |
| 7   |  |  | Alex Souza          | Turan Tovuz |

## Statistiche
Nella stagione 2024/25, un totale di 275.933 spettatori ha assistito alle partite della Premier League. Con 180 partite disputate, la media di spettatori per incontro è stata di 1.533. Per quanto riguarda l’affluenza, il Turan Tovuz ha registrato i numeri più alti: un totale di 78.500 tifosi ha seguito le sue partite, con una media di 4.361 spettatori a gara.

## Record
Il derby tra Neftçi e Qarabağ, disputato alla Neftçi Arena il 16 febbraio 2025, è stato la partita più seguita della stagione 2024/25 della Misli Premier League, con 9.355 spettatori presenti.